# Мьянманско-тайваньские отношения
Мьянманско-тайваньские отношения — двусторонние отношениям между Мьянмой и Китайской Республикой. Официально отношения не установлены, поскольку Мьянма признает только Китайскую Народную Республику.

## История
В 1949 году, после окончания гражданской войны в Китае, некоторые гоминьдановцы солдаты бежали в Северный Таиланд и Бирму. При поддержке КНР Бирма обвинила Китайскую Республику во «вторжении» и обратилась с призывом к Организации Объединенных Наций. После долгих переговоров все гоминьдановские солдаты в Бирме были отправлены в Северный Таиланд. Солдаты Гоминьдана помогли Таиланду бороться с коммунистическими повстанцами и предотвратили левую революцию в Таиланде. Король Таиланда Пхумипон Адульядет предоставил гоминьдановским солдатам особую амнистию за право на получение помощи в Таиланде, в то время как некоторые уехали на Тайвань.

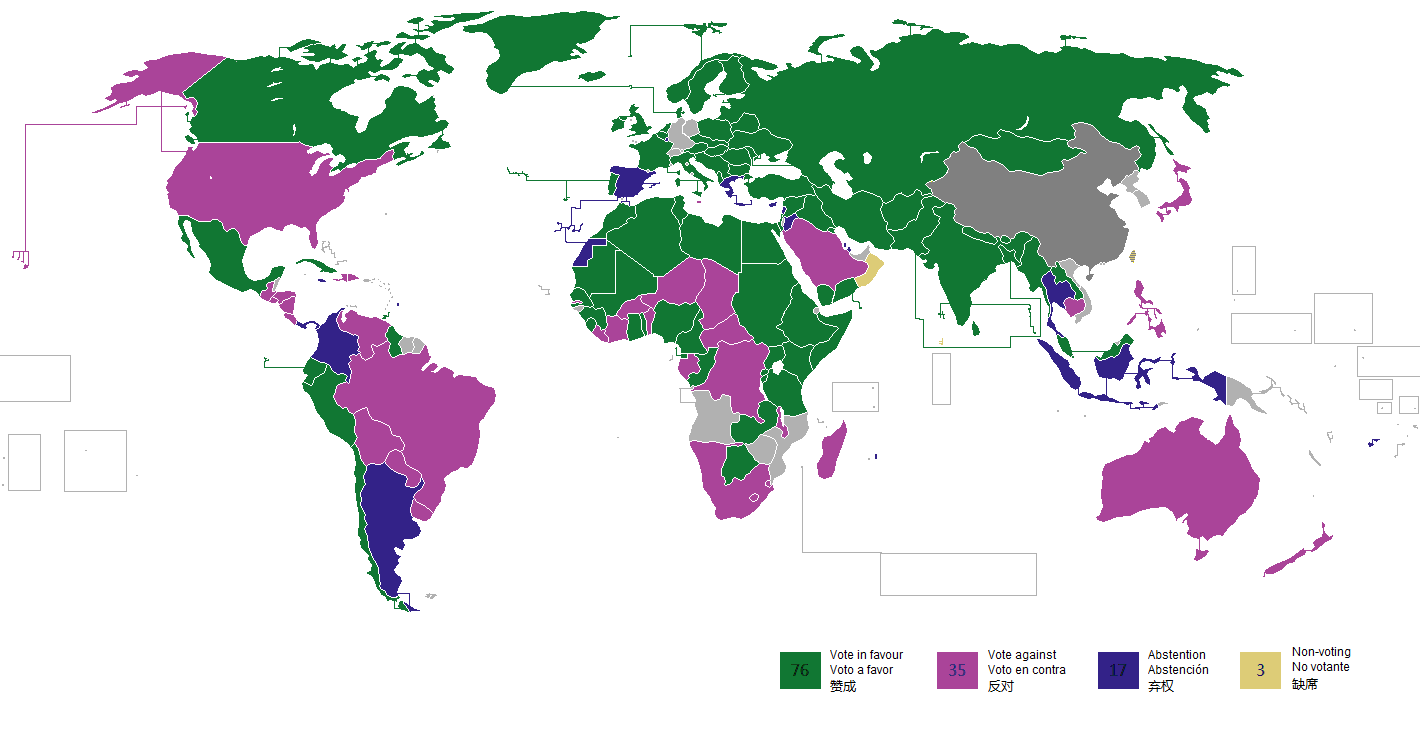
8 июня 1950 года Мьянма признала Китайскую Народную Республику.

## Дипломатическое представительство
В отсутствие официальных дипломатических отношений у Мьянмы есть представительство в Тайбэе, известное как Торговое представительство Мьянмы, Республика Союз Мьянма. Оно управляется Министерством торговли Мьянмы и было создано в июне 2015 года. В настоящее время Тайвань не имеет представительства в Нейпьидо, а делами Мьянмы занимается Тайбэйское экономическое и культурное управление в Бангкоке (Таиланд). Однако Тайваньский совет по развитию внешней торговли учредил торговую миссию в Янгоне в ноябре 2013 года.

## Экономика

Реклама тайваньской компании по производству смартфонов HTC в Янгоне.

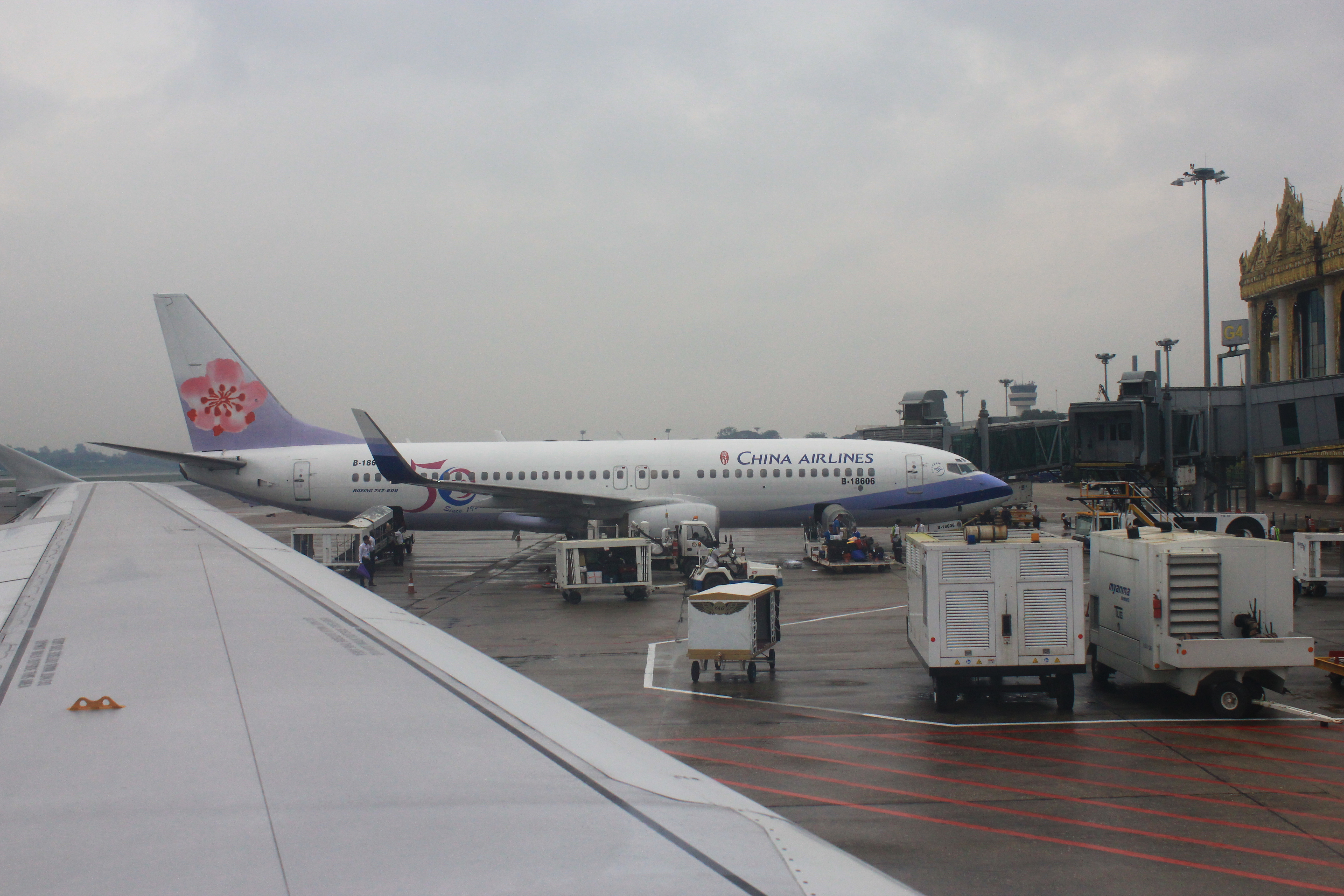
Самолет Боинг 737-800 China Airlines в международном аэропорту Янгона.

### Сельское хозяйство
Тайваньская компания Known-You Seed Corporation, созданная в 1968 году, вышла на рынок Мьянмы в 1994 году. В 1996 году она начала сотрудничать с Министерством сельского хозяйства и ирригации Мьянмы, которое основало сельскохозяйственную школу в Иравади. Наиболее часто импортируемый товар — арбузы.

### Транспорт
China Airlines предлагает рейсы из Тайваньского международного аэропорта Таоюань в международный аэропорт Янгона.